# Брага
Бра́га, бражка (через др.-рус. *бърага из тюрк. яз.) — алкогольный напиток. Применяемый процесс изготовления, а также получаемое содержание алкоголя определяют получаемый продукт. Для пивных напитков применяется относительно короткий (неполный) процесс брожения и такой же короткий процесс выдержки, и в результате содержание алкоголя обычно не превышает 3—8 %. Брагой также называют спиртосодержащую массу, получаемую в результате брожения и предназначенную для последующей перегонки в самогон.

## Древнерусский напиток
На Руси до появления виноделия было три способа получения алкоголя.
1. Самопроизвольное закисание и сбраживание берёзового или кленового сока и превращение его в брагу.
2. Настаивание и выдержка сброженного сусла при изготовлении ставленого мёда.
3. Изготовление «питного мёда».

Приготавливается из смеси ржаного и ячменного солода, мёда, хмеля и сахара.

## Брага для изготовления самогона
Брагой называют продукт, получаемый в результате сбраживания сахара или других сахаристых веществ и предназначенный для последующей перегонки через самодельные аппараты.
Иногда для производства браги используют картофель, зерно и другие крахмалосодержащие продукты. Этот способ требует более сложной технологии.

## Виды

### Браванда
Бражка ж. (бродить), браванда яросл. домашнее, крестьянское, корчажное пиво; хлебный напиток, иногда более похожий на квас. Брага простая, ячневая, на одних дрожжах, без хмелю; брага пьяная, хмельная, пивцо, полпивцо с хмелем, весьма разных качеств; иногда она густа, сусляна (сладка) и пьяна. Овсяная брага варится из распаренного, высушенного и смолотого овса, из овсяного солода; пшенная, буза, из разварного и заквашенного пшена, иногда с мёдом и хмелем.
— Владимир Иванович Даль :: Толковый словарь живого великорусского языка

### Килью
Килью (финская брага). Алкогольный напиток, сделанный из воды, сахара и дрожжей. Из-за своей низкой цены и простого метода создания килью — вездесущий напиток среди молодых людей и алкоголиков. Апельсиновый сок иногда добавляется, чтобы улучшить аромат напитка. Эта смесь может быть далее перегнана в самогон.

### Пруно
Английский алкогольный напиток, сделанный из яблок и/или апельсинов, плодово-ягодного коктейля (компота), кетчупа, сахара и хлеба. Этот напиток появился в тюрьмах (и изготовляется в основном там же, а также в военных казармах), а его ценность заключается в лёгкости, дешевизне и незаметности производства. Для приготовления пруно достаточно полиэтиленового пакета и фруктов, горячей воды и тряпки, которой бродящую массу накрывают в целях маскировки. В зависимости от времени брожения, содержания сахара, качества компонентов и их приготовления содержание алкоголя в напитке может быть как очень низкое — 2 % (эквивалентно слабому пиву), так и более высокое — 14 % (эквивалентно вину).

## Брага в литературе и искусстве
Под названием «Брага» в 1922 г. в издательстве «Круг» вышел сборник стихов русского советского поэта Н. С. Тихонова.